# 카스 알폰소
카스 알폰소(Cas Alfonso, 본명: 알폰치우스 다폿 파룰리안 나잉골란(인도네시아어: Alfoncius Dapot Parulian Nainggolan), 1983년 5월 23일 ~ )는 인도네시아의 R&B, 재즈 가수이다.

## 음반
- Denganmu (2009)
- Yang Terbaik (2010)

## 같이 보기
- 바탁족